# نادي أبها
نادي أبها السعودي لكرة القدم هو  نادٍ كرة قدم سعودي محترف، تأسس عام 1966م، مقرهُ مدينة أبها بمنطقة عسير جنوب غرب السعودية، ألوان النادي هي الأزرق، والأبيض يلقب النادي من قبل مشجعيه  بزعيم الجنوب صعد إلى دوري المحترفين السعودي في موسم 2007–08 للمرة الثانية في تاريخه، لكنه هبط إلى دوري الدرجة الأولى السعودي في موسم 2008–09. بعدها هبط إلى دوري الدرجة الأولى السعودي والدرجة الثانية.. وعاد إلى دوري المحترفين السعودي موسم 2018–19، وهبط في موسم 2023 دوري المحترفين السعودي 2008–09 وحالياً ينافس النادي في دوري الدرجة الأولى السعودي.

## تاريخ
بدأت فكرة إنشاء نادي رياضي في أبها بمبادرة شخصية من عبد الله المعلمي عام 1947. وكانت أسباب تأسيسه لنادي رياضي حتى يكون لشباب أبها مكان لممارسة ولعب كرة القدم. استمر شباب أبها في ممارسة الرياضة بدون نادي رياضي رسمي حتى عام 1960. ثم طرحت فكرة إنشاء النادي الرياضي. لم يكن الهدف من إنشاء ناد رياضي فقط هو هدف متعلق بالرياضة ؛ بل كان يهدف أيضًا إلى أن يكون ناديًا تعليميًا واجتماعيًا. وعقد اجتماع حول هذا الموضوع واتفق الحاضرون على إنشاء ناد رياضي بأبها. ومع ذلك ظهرت مشكلة في الاجتماع تسببت في انقسام بين الحاضرين. سبب الانقسام كان تسمية النادي. أراد البعض أن يكون اسم النادي الأهلي في عسير بينما أراد البعض الآخر أن يكون اسمه اتحاد شباب عسير. لم يتم التوصل إلى اتفاق وفي النهاية تم إنشاء ناديين في أبها. وفي عام 1966 تم تسجيل النادي رسميًا لدى وزارة الرياضة تحت اسم نادي الفاروق الرياضي بأبها. وكان أول رئيس رسمي للنادي هو محمد بن إبراهيم النعيمي الذي غير اسم النادي من النادي الأهلي الرياضي إلى نادي الفاروق الرياضي.

## تشكيلة الفريق الحالية
ملاحظة: تشير الأعلام إلى المنتخب الوطني على النحو المحدد في قواعد الأهلية للفيفا. قد يحمل اللاعبون أكثر من جنسية واحدة غير تابعة للفيفا.
| الرقم | البلد      | المركز | اللاعب           |
| ----- | ---------- | ------ | ---------------- |
| 2     | السعودية   | مدافع  | عبد الرحمن الريو |
| 3     | السعودية   | مدافع  | محمد ناجي        |
| 4     | السعودية   | مدافع  | مطلق الشمري      |
|       |            |        |                  |
| 6     | ساحل العاج | وسط    | لامين نداو       |
| 8     | السعودية   | وسط    | ناصر العمران     |
| 9     | السعودية   | مهاجم  | حسن آل سليس      |
| 10    | السعودية   | وسط    | عبد الإله الشمري |
| 12    | السعودية   | حارس   | عبد الرحمن البوق |
| 14    | السعودية   | وسط    | عصام بحري        |
| 17    | السعودية   | مدافع  | صالح القميزي     |
| 18    | الأرجنتين  | مدافع  | فابيان نوغويرا   |
| 21    | السعودية   | وسط    | زكريا سامي       |

| الرقم | البلد    | المركز | اللاعب            |
| ----- | -------- | ------ | ----------------- |
| 22    | السعودية | وسط    | مؤيد الحوطي       |
| 23    | السعودية | مدافع  | محمد العوفي       |
| 24    | السعودية | مهاجم  | حسين الرقواني     |
| 29    | السعودية | وسط    | محمد القحطاني     |
| 30    | السعودية | حارس   | عبد الله الجدعاني |
| 32    | السعودية | مدافع  | بدر البيشي        |
| 33    | السعودية | وسط    | ياسر سعيدان       |
| 45    | السعودية | حارس   | معتز أكجه         |
| 55    | السعودية | وسط    | وليد عسيري        |
|       |          |        |                   |
| 77    | السعودية | مهاجم  | مشعل المطيري      |
|       |          |        |                   |
|       |          |        |                   |